# Greenland
Greenland – miasto na Barbadosie, w parafii Saint Andrew. Według danych z 2013 ma ono 506 mieszkańców.